# الإعاقة في أذربيجان
يُقدّر عدد الأشخاص ذوي الإعاقة في أذربيجان بحوالي 624,000 شخص، أي ما يمثل نحو 6.4% من إجمالي السكان.

## التاريخ
صادقت أذربيجان على اتفاقية حقوق الأشخاص ذوي الإعاقة في يناير 2009، وبدأت في تنفيذ التزاماتها بموجبها. وفي يناير 2011، قدّمت الدولة تقريرها الرسمي إلى لجنة حقوق الأشخاص ذوي الإعاقة، يتضمن التدابير المُتخذة لتنفيذ الاتفاقية، والتقدم المُحرز في هذا المجال.

## التصنيفات
يتوزع معظم الأشخاص ذوي الإعاقة في أذربيجان على ثلاث فئات رئيسية:
- الإعاقة الجسدية
- الإعاقة الحسية (مثل الإعاقة السمعية والبصرية)
- الإعاقة الذهنية أو النفسية

## القوانين
ينص قانون الوقاية من الإعاقة وإعادة تأهيل وحماية ذوي الإعاقة لعام 1992 على منع التمييز ضد الأطفال ذوي الإعاقة. كما أن قانون حقوق الطفل يوفر حماية واسعة للأطفال ذوي الإعاقة في عدة مجالات، تشمل التعليم والرعاية الصحية والدعم الاجتماعي.

## المؤسسات
يوجد في البلاد 14 مركزًا لإعادة التأهيل مخصصًا للأشخاص ذوي الإعاقة، تخدم ما يقرب من 10,000 شخص سنويًا، وتوفر خدمات دعم وتأهيل بدني ونفسي واجتماعي.

## المرافق العامة
في عام 2019، أطلقت إدارة مترو باكو برنامجًا لتخصيص موظفَين اثنين في كل محطة لمرافقة الأشخاص ذوي الإعاقة ومساعدتهم أثناء تنقلهم داخل المترو، في خطوة تهدف إلى تسهيل الوصول إلى المواصلات العامة.

## الرياضة
شاركت أذربيجان لأول مرة في الألعاب البارالمبية الصيفية 1996 في أتلانتا، بوفد مكوّن من رياضيَين اثنين تنافسا في ألعاب القوى ورفع الأثقال. ومنذ ذلك الحين، واصلت الدولة مشاركتها في جميع نسخ الألعاب البارالمبية الصيفية، لكنها لم تشارك في أي نسخة من الألعاب البارالمبية الشتوية.